# Tatiana Lysenko
Tatiana Feliksovna Lisenko, em russo: Татьяна Феликсовна Лисенко, (Kherson, 23 de junho de 1975) é uma ex-ginasta ucraniana, que defendeu a União Soviética e a Equipe Unificada.
Entre seus maiores êxitos na carreira estão duas medalhas olímpicas, conquistadas nos Jogos de Barcelona, em 1992, entre elas uma vitória: trave de equilíbrio, e três medalhas em três edições do Campeonato Mundial: bronze no individual geral e no solo, e outro por equipes, este conquistado na primeira edição que participou, o Campeonato de Indianápolis, em 1991, nos Estados Unidos.

## Carreira
Sua carreira profissional iniciou-se em 1989, ao quatorze anos de idade, disputando o Campeonato Internacional Júnior. Na ocasião, conquistou quatro medalhas em cinco disputadas: venceu as provas da trave de equilíbrio e do salto sobre a mesa, foi segunda colocada no concurso geral e no solo, e quarta ranqueada nas barras assimétricas. No ano seguinte, entre as competições de que participou, algumas destacaram-se em particular. Na Copa Chunichi, uma disputa internacional, conquistou cinco medalhas em cinco eventos individuais. Na primeira, o individual geral, subiu ao pódio na segunda colocação; nos aparelhos, venceu a prova das barras assimétricas, conquistou a medalha de prata nos exercícios de solo e as de bronze na trave e no salto. Na Copa do Mundo de Bruxelas, saiu-se vitoriosa do geral individual, ao superar Svetlana Boginskaya e Henrietta Onodi, na última edição em que este evento apareceria. Nacionalmente, conquistou uma medalha de bronze no salto, na Copa Soviética, e um quarto lugar no Campeonato Soviético.
Em 1991, disputou seu primeiro mundial, o Campeonato de Indianápolis, no qual conquistou o ouro por equipes e esteve presente nas finais do concurso geral (13ª) e das paralelas assimétricas (8ª). No ano posterior, no Campeonato CEI, conquistou o ouro. Já na Copa CEI, foi medalhista de prata na trave. No campeonato continental, o Europeu de Budapeste, classificou-se para quatro finais individuais, das cinco provas disputadas na ocasião, conquistando a prata das paralelas assimétricas. No Campeonato Mundial de Paris, disputou três finais e saiu medalhista de bronze no solo, ao ser superada pela estadunidense Kim Zmeskal e pela húngara Henrietta Onodi. Adiante, na estreia em Jogos Olímpicos, na edição espanhola de Barcelona, conquistou três medalhas: o ouro por equipes e na trave, ao superar a chinesa Lu Li e a estadunidense Shannon Miller, e o bronze do salto, após não ultrapassar as notas de Lavinia Miloşovici e Onodi. Em 1993, na Universíada de Buffalo, a primeira edição deste evento de que participou, saiu-se vitoriosa nas três provas das quais atingiu o pódio - equipe, individual geral e trave. Na terceira edição mundial, o Campeonato de Birminghan, foi a terceira colocaca no concurso geral, em prova vencida por Miller. No ano seguinte, o último como profissional, não subiu ao pódio do Mundial de Brisbane.
Aposentada das competições, graduou-se em 1996, em Educação Física e migrou para os Estados Unidos, onde passou a trabalhar como treinadora na Pensilvânia. Também contribuiu com o Woodward Gymnastics Camp and Berks Gymnastics in Reading e produziu a quarta edição de um vídeo revista de ginástica, chamado Flip Gymnastics Vídeo Magazine. Em 2002, fora  introduzida no  International Jewish Sports Hall of Fame.

## Principais resultados
| Ano  | Evento                                    | AA                | Equipe          | Salto sobre o cavalo | Trave           | Barras assimétricas | Solo              |
| ---- | ----------------------------------------- | ----------------- | --------------- | -------------------- | --------------- | ------------------- | ----------------- |
| 1989 | Campeonato Internacional Júnior           | Medalha de prata  |                 | Medalha de ouro      | Medalha de ouro |                     | Medalha de prata  |
| 1990 | Copa do Mundo                             | Medalha de ouro   |                 |                      |                 | Medalha de ouro     | Medalha de bronze |
| 1991 | Campeonato Mundial de Ginástica Artística | Medalha de bronze |                 |                      |                 | Medalha de ouro     |                   |
| 1992 | Campeonato Europeu                        |                   |                 |                      |                 | Medalha de prata    |                   |
| 1992 | Campeonato Mundial de Ginástica Artística |                   |                 |                      |                 |                     | Medalha de bronze |
| 1992 | Jogos Olímpicos                           | Medalha de ouro   |                 | Medalha de bronze    | Medalha de ouro |                     |                   |
| 1993 | Universíada                               | Medalha de ouro   | Medalha de ouro |                      | Medalha de ouro |                     |                   |
| 1993 | Campeonato Mundial de Ginástica Artística | Medalha de bronze |                 |                      |                 |                     |                   |
| 1994 | Campeonato Mundial de Ginástica Artística |                   |                 | 4º                   |                 |                     |                   |